# Singapore Post
Singapore Post (SingPost), pełna nazwa Singapore Post Limited – operator pocztowy oferujący usługi pocztowe w Singapurze. Stanowi spółkę zależną konglomeratu telekomunikacyjnego Singtel. Przedsiębiorstwo zostało założone w 1992 roku.